# Stanisław Penatius
Stanisław Penatius (ur. w Buku, zm. 4 maja 1570 we Lwowie) – polski humanista, pedagog, pisarz i bibliofil. Rektor lwowskiej szkoły katedralnej.

## Życiorys
Pochodził z rodziny mieszczańskiej z Wielkopolski, jego ojcem był Paweł Pieniak lub Pióro. W 1558 rozpoczął studia na Uniwersytecie Krakowskim. W 1560 został bakałarzem, a w 1566 mistrzem nauk wyzwolonych. W tym samym roku objął funkcję rektora Szkoły Katedralnej we Lwowie. Kontynuował humanistyczny kierunek tej szkoły, wzbogacając jej program o naukę elementów greki i lekturę utworów łacińskich. Kładł nacisk na religijno-moralne wychowanie młodzieży. W 1566 wydał poemat dydaktyczno-religijny Pietatis puerilis libri duo. Jego uczniami byli m.in. Jan Ursinus - filolog i przyrodnik oraz młody Szymon Szymonowic. Stanisław Penatius zapisał lwowskiej szkole znaczną część swego bogatego księgozbioru.
Zmarł 4 maja 1570 we Lwowie i został pochowany w kościele katedralnym. 